# 潔西·錢伯斯
潔西·錢伯斯是DC漫畫中的一名虛構超級英雄。潔西首先使用潔西·快客（Jesse Quick）作為自己的超級英雄名稱，後來改用利柏提·貝兒（Liberty Belle）。她是漫畫黃金時代英雄強尼·快克和利柏提·貝兒的女兒，並繼承了雙親的超能力。

## 其他媒體

### 電視
- 綠箭宇宙：由薇奥莱特·比恩飾演。
  - 《閃電俠》：第二季登場[4]。傑西·錢伯斯·威爾斯（Jesse Chambers Wells）是2號地球哈里·威爾斯的女兒，初期被極速（Zoom）囚禁，後期因意外成為潔西·快客協助閃電俠。第三季代替地球3的閃電俠打擊犯罪。第四季與自己的小隊在地球2打擊犯罪，曾來到地球1與哈里化解誤會。
  - 《明日傳奇》：第三季客串；死亡圖騰的幻象。